# 2000年夏季残疾人奥林匹克运动会西班牙代表团
2000年夏季残疾人奥林匹克运动会西班牙代表团是西班牙派出的2000年夏季残疾人奥林匹克运动会代表团。获得38枚金牌、30枚银牌和38枚铜牌。